# خاندان اوتومو
خاندان اوتومو (به ژاپنی: 大友氏 Ōtomo-shi) یک خاندان ژاپنی بود که از دوره کاماکورا تا دوره سنگوکو بیش از ۴۰۰ سال در منطقه جنوب ژاپن قدرت داشتند. سرزمین موروثی این خاندان درکیوشو بود.